# Denis-Alexandre Le Blanc
Denis-Alexandre Le Blanc, né en 1674 à Vitry-sur-Seine et mort le 3 mai 1745 à Sarlat, est un homme d'Église français. Il est évêque de Sarlat de 1722 à sa mort. 

## Biographie

### Origines et famille
Denis-Alexandre Le Blanc est le fils de Louis, maître des Requêtes et intendant de Normandie, et de Suzanne de Bezons (1648-1699), la fille de Claude Bazin de Bezons. Il est le frère de François-César Le Blanc (1719-1746), évêque d'Avranches, et de Claude Le Blanc, ministre de la Guerre sous le règne de Louis XIV. Ses oncles maternels sont le maréchal de Besons et Armand Bazin de Bezons l'archevêque de Rouen.

### Carrière ecclésiastique
Il est ordonné prêtre de la congrégation de Saint-Augustin le 18 septembre 1706 et nommé chanoine régulier de l'abbaye Saint-Victor de Paris. Il était curé de Dammartin en Brie, quand il est désigné 25 septembre 1721 évêque de Sarlat, à la suite du refus de Joseph-Alphonse de Valbelle-Tourves d'occuper cette charge. Il est confirmé le 14 janvier 1722 et consacré évêque de Sarlat le 15 mars 1722 par son frère l'évêque d'Avranches car son oncle l'archevêque de Rouen était mort l'année précédente. Affable, bon, simple, cet évêque ne prend aucune part aux querelles de son temps sur la bulle Unigenitus et supprime quelques fêtes. En 1729, il prend une part très active au double malheur qui frappe alors son diocèse : une épizootie ravage les bœufs des particuliers, et des hommes se font dévorer par les loups. À cette occasion, il fait donner des fusils aux villageois, et ordonne aux curés de son diocèse de faire la liste des dégâts occasionnés par la maladie pour soulager, par l'intermédiaire de son beau-frère l'intendant Boucher, les particuliers qui en sont touchés. L'intendant Claude Boucher lui écrira d'ailleurs, le 9 septembre 1729 "On ne peut rien ajouter au zèle que vous témoignez pour la conservation de votre troupeau". Il occupe ce siège pendant 23 ans, jusqu’à sa mort à Sarlat, survenue à l’âge de 71 ans.